# Морозовский (Нижегородская область)
Морозовский — починок в городском округе город Шахунья Нижегородской области. Население 0 (2010) человек

## Общая физико-географическая характеристика
Географическое положение
По автомобильным дорогам расстояние до областного центра города Нижнего Новгорода составляет 270 км, до административного центра города Шахунья — 3,5 км.
Часовой пояс
, как и вся Нижегородская область, находится в часовой зоне МСК (московское время). Смещение применяемого времени относительно UTC составляет +3:00.

## История
До 1 ноября 2011 года входил в состав ныне упразднённого Лужайского сельсовета.

## Население
По результатам переписи, как 2002, так и 2010 года починок не имел постоянного населения.
| 1999 | 2002 | 2010 |
| ---- | ---- | ---- |
| 1    | ↘0   | →0   |